# Pifanghütte
Die Pifanghütte, auch Pifangalm, ist eine Alm in der Glocknergruppe in der Fraktion Burg der Gemeinde Kals am Großglockner.

## Lage
Die Pfianghütte liegt im Tal des Teischnitzbachs zwischen dem Hohen Guldanoa im Westen und der Freiwandspitze im Osten. Südlich befindet sich eine Ebene im Teischnitztal, die Teischnitzeben. Die beiden Almgebäude der Pfianghütte befinden sich etwas erhöht östlich bzw. linksseitig des Teischnitzbachs. Mit dem Kalser Tal ist die Alm über einen Fahrweg verbunden, der von Spöttling-Tauerer ostseitig des Teischnitzbachs zunächst durch einen Steilwald und danach entlang des Baches bis zur Pifanghütte führt.

## Geschichte
Der Name der Pifangalm leitet sich vom Bittfang ab, einer kleinen Almfläche im Eigenbesitz eines Bauern. Mitte des 19. Jahrhunderts bestanden im Teischnitztal umfangreiche Almflächen, die als Deischnitz bezeichnet wurden, Almhütten existierten zu jener Zeit jedoch noch nicht. Die heutige Almhütte wurde 1925 von einem gewissen Ruap gemauert. Damals besaß auch der Kalser Pfarrer Parzellen im Teischnitztalm die jedoch von anderen Bauern gemäht wurden. Unterhalb der Pifanghütte, in der Teischnitzeben, existierten einst zahlreiche Tristen, deren Heu ins Tal nach Burg gezogen wurde.